# Robert Mohr
Robert Mohr (Bisterschied, 5 aprile 1897 – Ludwigshafen, 5 febbraio 1977) è stato un poliziotto e militare tedesco, specialista di interrogatori della Gestapo.
Diresse la commissione speciale responsabile della ricerca e dell'arresto della Rosa Bianca, parte della resistenza tedesca al nazismo.

## Biografia

### Primi anni
Robert Mohr nacque a Bisterschied, nel Palatinato, nel 1897, nella famiglia di un mastro muratore nato nel Palatinato; ebbe cinque fratelli e tre sorelle. Completò un apprendistato come sarto, ma non praticò mai questa professione. Prestò servizio nell'esercito tedesco durante la prima guerra mondiale e gli fu assegnata la Croce di Ferro di seconda classe; fu congedato nel maggio del 1919. Nell'ottobre del 1919 entrò nella polizia bavarese. Nel maggio del 1933 si unì al partito nazista. Apparteneva anche al NSKK e al Nationalsozialistische Volkswohlfahrt. Negli anni trenta lavorò come capo della polizia a Frankenthal. Dal 1938 lavorò per la Gestapo a Monaco.

### La Rosa Bianca
Tra il 18 e il 20 febbraio 1943 interrogò Sophie Scholl e ottenne la sua confessione per la distribuzione di volantini del movimento della Rosa Bianca. In un rapporto del 1951 a Robert Scholl, il padre della giovane, affermò che cercò di salvare la vita di Sophie portandola a testimoniare contro il fratello Hans, dicendo che era sotto la sua influenza e che avevano opinioni diverse sulla politica. Tuttavia, Sophie respinse l'offerta e Mohr rimase scosso dall'esecuzione.

### Vita successiva
Dopo il completamento delle indagini sulla Rosa Bianca, divenne capo dell'ufficio della Gestapo a Mulhouse, nell'Alsazia occupata. Intorno al 1947 fu internato dai francesi, ma non fu processato per il suo servizio nella Gestapo e gli fu concessa una pensione. Dal 1948 lavorò nella spa di Bad Dürkheim. Morì nel 1977 a Ludwigshafen.

## Filmografia
- La Rosa Bianca - Sophie Scholl (Sophie Scholl - Die letzten Tage), di Marc Rothemund (2005), interpretato da Alexander Held.